# Acridocarpus monodii
Acridocarpus monodii är en tvåhjärtbladig växtart som beskrevs av Arènes, P.Jaeger, Birnbaum och Jacques Florence. Acridocarpus monodii ingår i släktet Acridocarpus och familjen Malpighiaceae. Inga underarter finns listade i Catalogue of Life.